# Weltlandschaft

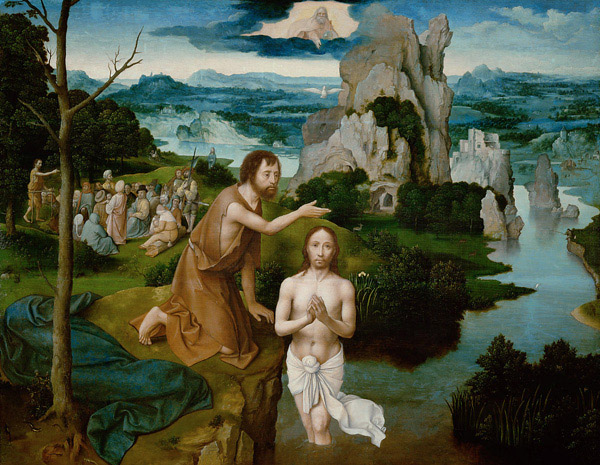
Taufe Christi (Joachim Patinier)

Weltlandschaft ist ein zu Beginn des 16. Jahrhunderts von Joachim Patinier begründeter manieristischer Bildstil. Dabei komponiert der Künstler aus  verschiedenen Elementen, wie Bergen, Meeren, Flüssen, Wäldern etc. eine Ideallandschaft als Gesamtdarstellung des Universums. Während Patinier noch mit biblischen oder mythologischen Themen arbeitete, geriet dies im Laufe des 16. Jahrhunderts, etwa bei Pieter Bruegel d. Ä., zugunsten profaner Darstellungen in den Hintergrund. Diese Entwicklung führte schließlich zum reinen Landschaftsbild.